# جوزيف دتون
جوزيف دتون (بالإنجليزية: Joseph Dutton)‏ هو مبشر أمريكي، ولد في 27 أبريل 1843 في ستو في الولايات المتحدة، وتوفي في 26 مارس 1931 في هونولولو في الولايات المتحدة.